# Lyndsey Marshal
Lyndsey Marshal (Manchester, 16 giugno 1978) è un'attrice britannica.

## Biografia
Dopo gli studi al college in archeologia, frequenta il Royal Welsh College of Music and Drama. Le prime soddisfazioni le riceve dal teatro con alcuni riconoscimenti. 
Nel 2005 interpreta Cleopatra nella serie televisiva Roma. 
Attualmente vive a Londra con il suo compagno.

## Filmografia

### Cinema
- The Hours, regia di Stephen Daldry (2002)
- The Calcium Kid, regia di Alex De Rakoff (2004)
- Frozen, regia di Juliet McKoen (2005)
- Festival, regia di Annie Griffin (2005)
- Snuff-Movie, regia di Bernard Rose (2005)
- 1234, regia di Giles Borg (2008)
- Hereafter, regia di Clint Eastwood (2010)
- Codice criminale (Trespass Against Us), regia di Adam Smith (2016)

### Televisione
- Peak Practice – serie TV, episodio 10x12 (2000)
- Guerra imminente (The Gathering Storm), regia di Richard Loncraine – film TV (2002)
- L'ispettore Barnaby (Midsomer Murders) – serie TV, episodio 5x03 (2002)
- Sons & Lovers, regia di Stephen Whittaker – film TV (2003)
- The Young Visiters, regia di David Yates – film TV (2003)
- Born and Bred – serie TV, episodio 4x04 (2005)
- Poirot (Agatha Christie's Poirot) – serie TV, episodio 10x02 (2005)
- Roma (Rome) – serie TV, 5 episodi (2005-2007)
- Green, regia di Alex Hardcastle – film TV (2007)
- The Shadow in the North, regia di John Alexander – film TV (2007)
- Kiss of Death, regia di Paul Unwin – film TV (2008)
- Miss Marple (Agatha Christie's Marple) – serie TV, episodio 4x02 (2008)
- Una breve vacanza in Svizzera (A Short Stay in Switzerland), regia di Simon Curtis – film TV (2009)
- Una storia in 10 minuti (10 Minute Tales) – serie TV, episodio 1x03 (2009)
- Garrow's Law – serie TV, 12 episodi (2009-2011)
- Being Human – serie TV, 8 episodi (2010)
- Titanic – miniserie TV (2012)
- Blackout – miniserie TV (2012)
- Inside No. 9 – serie TV, episodio 1x05 (2014)
- Testimoni silenziosi (Silent Witness) – serie TV, episodio 19x05-19x06 (2016)
- Hanna – serie TV, 4 episodi (2019)
- Dracula – miniserie TV, episodio 3 (2020)
- Inside Man – serie TV, 4 episodi (2022)